# Observatoire de Boust
L'observatoire de Boust appartenait au sous-secteur d'Hettange-Grande du secteur fortifié de Thionville de la ligne Maginot. Il est construit sur l'emprise de la commune de Boust en Moselle.

## Description
Cet observatoire isolé était équipé d'une cloche GFM (guetteur fusil mitrailleur) et d'une cloche observatoire à vision périscopique.
Il occupe le sommet de la côte 221.

## Histoire
Commandé en 1940 par le lieutenant Schmitt ayant sous son commandement une troupe d'environ 10 hommes et sous-officiers du 151e RAP, il avait pour indicatif O 13 et était rattaché tactiquement au gros ouvrage de Soetrich tout proche.